# Les Brunels
Les Brunels  sont une commune française, située dans le Nord-Ouest du département de l'Aude en région Occitanie.
Sur le plan historique et culturel, la commune fait partie du Lauragais, l'ancien « Pays de Cocagne », lié à la fois à la culture du pastel et à l’abondance des productions, et de « grenier à blé du Languedoc ». Exposée à un climat océanique altéré, elle est drainée par le Laudot, l'Argentouire, le ruisseau de Tenten et par divers autres petits cours d'eau. La commune possède un patrimoine naturel remarquable composé de deux zones naturelles d'intérêt écologique, faunistique et floristique.
Les Brunels sont une commune rurale qui compte 268 habitants en 2022, après avoir connu une forte hausse de la population depuis 1975. Elle fait partie de l'aire d'attraction de Revel. Ses habitants sont appelés les Brunelois ou  Bruneloises.
La commune a été créée en 1910, précédemment rattachée à Labécède-Lauragais. Ses habitants sont appelés les Brunelois.

## Géographie

### Localisation
Commune située dans la Montagne Noire, près du lac de Saint-Ferréol. Elle est limitrophe des départements de la Haute-Garonne et du Tarn.

### Communes limitrophes
| Revel (Haute-Garonne) (par un quadripoint) | Sorèze (Tarn)       |                     |
| Vaudreuille (Haute-Garonne)                | des Brunels         | Les Cammazes (Tarn) |
| Labécède-Lauragais                         | Verdun-en-Lauragais |                     |

### Hydrographie
La commune est pour partie dans le bassin de la Garonne, au sein du bassin hydrographique Adour-Garonne, et pour partie dans la région hydrographique « Côtiers méditerranéens », au sein du bassin hydrographique Rhône-Méditerranée-Corse. Elle est drainée par le Laudot, le ruisseau de l'Argentouire, le ruisseau de Tenten, le ruisseau de Bascaud, le ruisseau de Bascaud, le ruisseau de Bascaud, le ruisseau de Las Taillados, le ruisseau de Montmaur, le ruisseau de Poutou, le ruisseau des Ourliacs et par deux petits cours d'eau, constituant un réseau hydrographique de 18 km de longueur totale,.
Le Laudot, d'une longueur totale de 22,9 km, prend sa source dans la commune des Cammazes et s'écoule vers l'ouest puis se réoriente au nord. Il traverse la commune et se jette dans le Sor à Garrevaques, après avoir traversé 10 communes.
Le ruisseau de l'Argentouire, d'une longueur totale de 16,3 km, prend sa source dans la commune et s'écoule vers le sud. Il traverse la commune et se jette dans le Fresquel à Saint-Papoul, après avoir traversé 5 communes.
Le ruisseau de Tenten, d'une longueur totale de 21 km, prend sa source dans la commune des Cammazes et s'écoule vers le sud-est. Il traverse la commune et se jette dans le Lampy à Saint-Martin-le-Vieil, après avoir traversé 9 communes.

### Climat
Pour des articles plus généraux, voir Climat de l'Occitanie et Climat de l'Aude.
En 2010, le climat de la commune est de type climat océanique altéré, selon une étude s'appuyant sur une série de données couvrant la période 1971-2000. En 2020, Météo-France publie une typologie des climats de la France métropolitaine dans laquelle la commune est toujours exposée à un climat océanique altéré et est dans la région climatique Aquitaine, Gascogne, caractérisée par une pluviométrie abondante au printemps, modérée en automne, un faible ensoleillement au printemps, un été chaud (19,5 °C), des vents faibles, des brouillards fréquents en automne et en hiver et des orages fréquents en été (15 à 20 jours).
Pour la période 1971-2000, la température annuelle moyenne est de 11,5 °C, avec une amplitude thermique annuelle de 15,3 °C. Le cumul annuel moyen de précipitations est de 1 253 mm, avec 10,9 jours de précipitations en janvier et 6,7 jours en juillet. Pour la période 1991-2020, la température moyenne annuelle observée sur la station météorologique la plus proche, située sur la commune de Labécède-Lauragais à 4 km à vol d'oiseau, est de 13,2 °C et le cumul annuel moyen de précipitations est de 881,2 mm,. Pour l'avenir, les paramètres climatiques de la commune estimés pour 2050 selon différents scénarios d'émission de gaz à effet de serre sont consultables sur un site dédié publié par Météo-France en novembre 2022.

### Milieux naturels et biodiversité

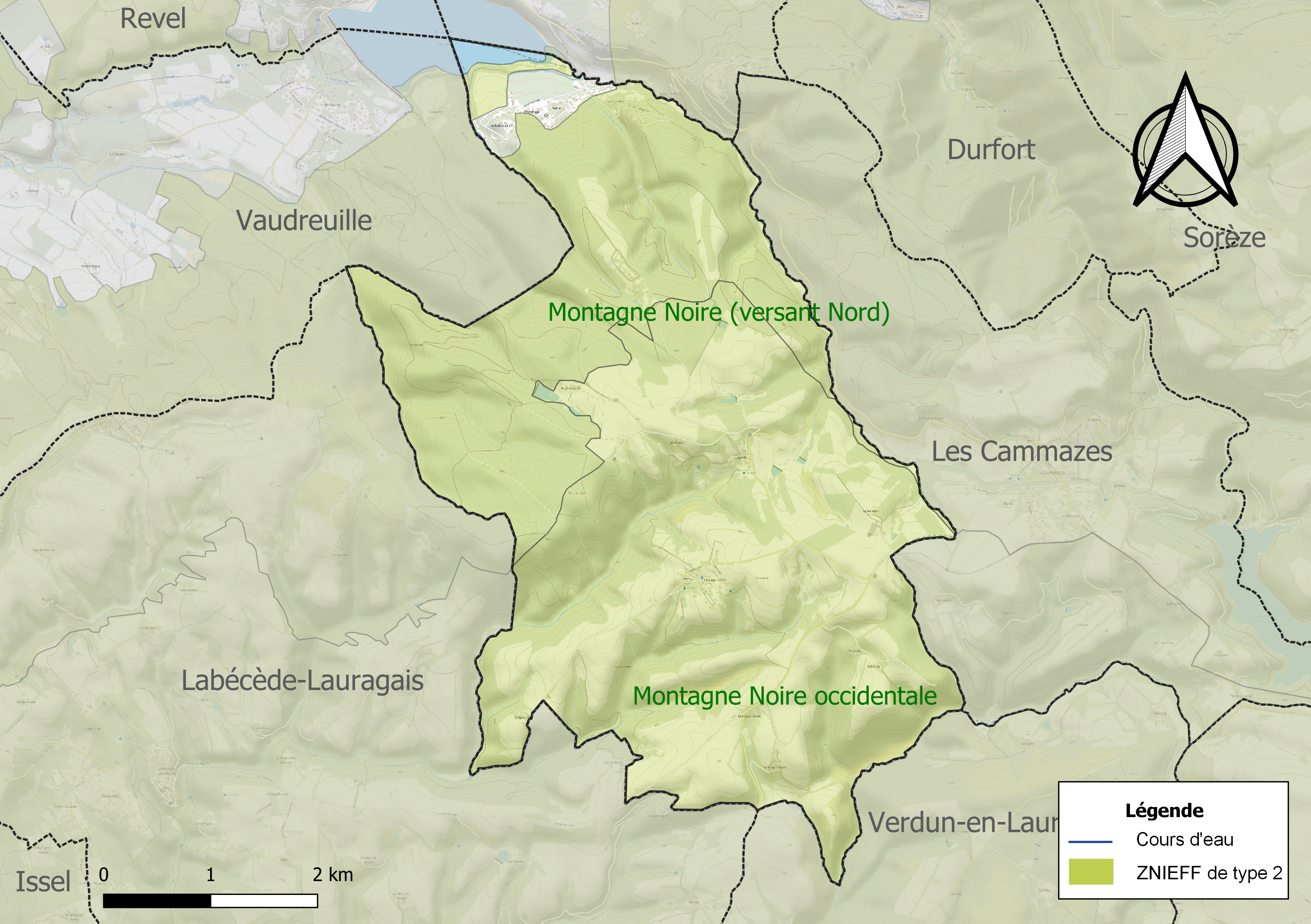
Carte des ZNIEFF de type 2 localisées sur la commune.

L’inventaire des zones naturelles d'intérêt écologique, faunistique et floristique (ZNIEFF) a pour objectif de réaliser une couverture des zones les plus intéressantes sur le plan écologique, essentiellement dans la perspective d’améliorer la connaissance du patrimoine naturel national et de fournir aux différents décideurs un outil d’aide à la prise en compte de l’environnement dans l’aménagement du territoire.
Deux ZNIEFF de type 2 sont recensées sur la commune :
- la « montagne Noire occidentale » (24 257 ha), couvrant 26 communes dont 25 dans l'Aude et 1 dans le Tarn[16] ;
- la « montagne Noire (versant Nord) » (31 971 ha), couvrant 37 communes dont 14 dans l'Aude, 2 dans la Haute-Garonne, 3 dans l'Hérault et 18 dans le Tarn[17].

## Urbanisme

### Typologie
Au 1er janvier 2024, Les Brunels sont catégorisés commune rurale à habitat dispersé, selon la nouvelle grille communale de densité à 7 niveaux définie par l'Insee en 2022.
Elle est située hors unité urbaine. Par ailleurs la commune fait partie de l'aire d'attraction de Revel, dont elle est une commune de la couronne,. Cette aire, qui regroupe 16 communes, est catégorisée dans les aires de moins de 50 000 habitants,.

### Occupation des sols
L'occupation des sols de la commune, telle qu'elle ressort de la base de données européenne d’occupation biophysique des sols Corine Land Cover (CLC), est marquée par l'importance des forêts et milieux semi-naturels (60,6 % en 2018), en augmentation par rapport à 1990 (48,8 %). La répartition détaillée en 2018 est la suivante : forêts (60,6 %), zones agricoles hétérogènes (28,7 %), prairies (10 %), eaux continentales (0,6 %). L'évolution de l’occupation des sols de la commune et de ses infrastructures peut être observée sur les différentes représentations cartographiques du territoire : la carte de Cassini (XVIIIe siècle), la carte d'état-major (1820-1866) et les cartes ou photos aériennes de l'IGN pour la période actuelle (1950 à aujourd'hui).

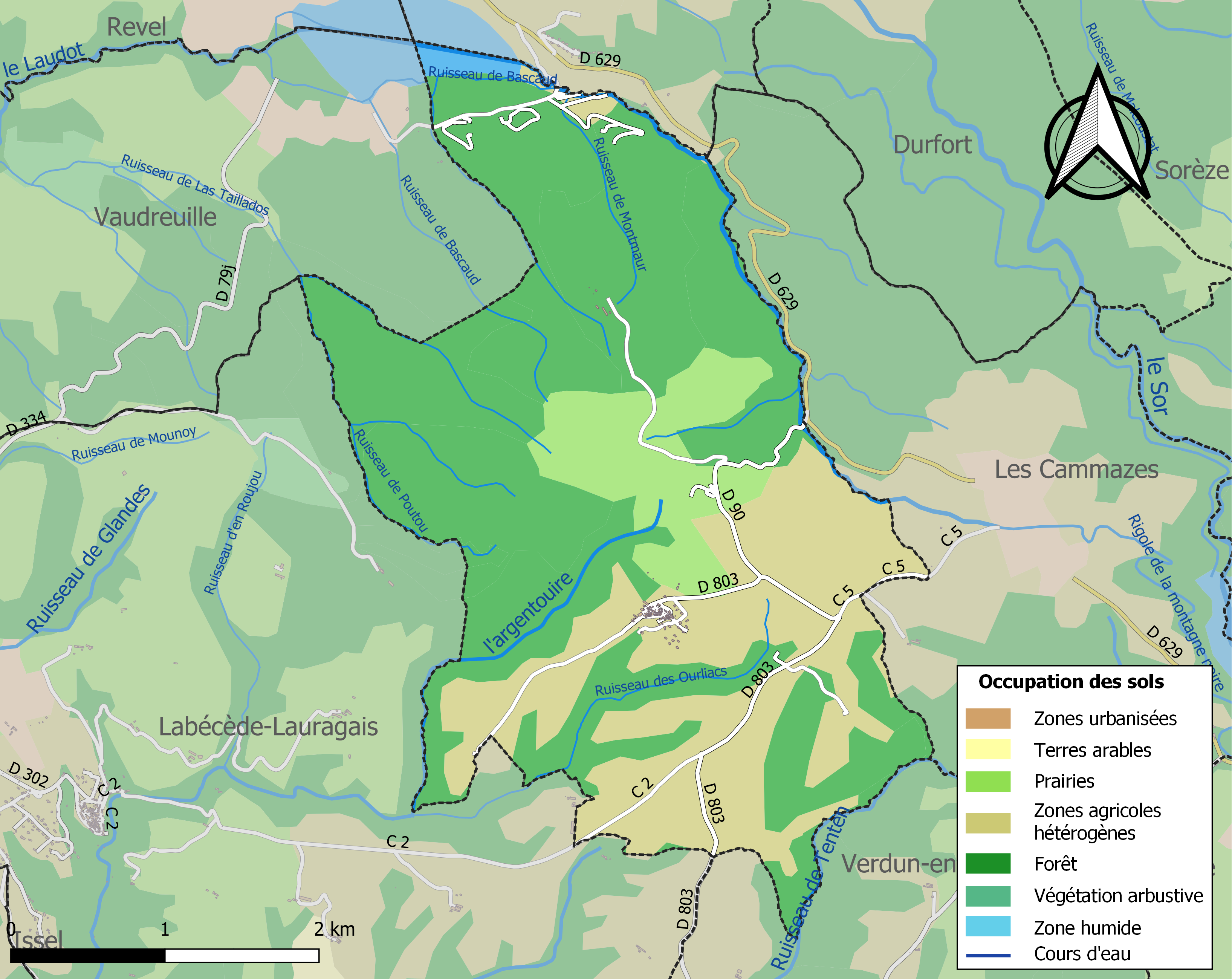
Carte des infrastructures et de l'occupation des sols de la commune en 2018 (CLC).

### Risques majeurs
Le territoire de la commune des Brunels est vulnérable à différents aléas naturels : météorologiques (tempête, orage, neige, grand froid, canicule ou sécheresse), feux de forêts et séisme (sismicité très faible). Il est également exposé à un risque particulier : le risque de radon. Un site publié par le BRGM permet d'évaluer simplement et rapidement les risques d'un bien localisé soit par son adresse soit par le numéro de sa parcelle.

#### Risques naturels

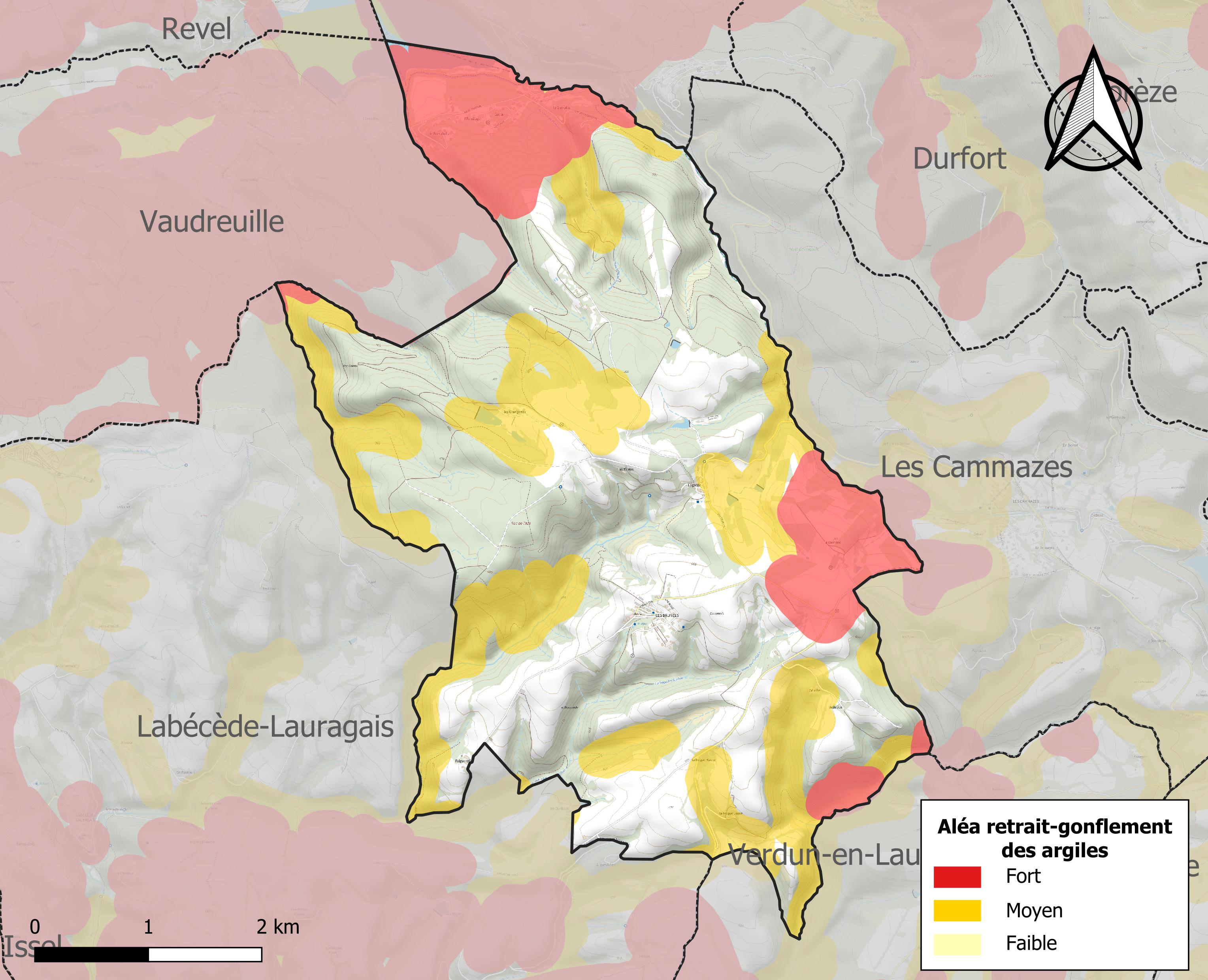
Carte des zones d'aléa retrait-gonflement des sols argileux des Brunels.

Le retrait-gonflement des sols argileux est susceptible d'engendrer des dommages importants aux bâtiments en cas d’alternance de périodes de sécheresse et de pluie. 41,4 % de la superficie communale est en aléa moyen ou fort (75,2 % au niveau départemental et 48,5 % au niveau national). Sur les 167 bâtiments dénombrés sur la commune en 2019, 88 sont en aléa moyen ou fort, soit 53 %, à comparer aux 94 % au niveau départemental et 54 % au niveau national. Une cartographie de l'exposition du territoire national au retrait gonflement des sols argileux est disponible sur le site du BRGM,.

#### Risque particulier
Dans plusieurs parties du territoire national, le radon, accumulé dans certains logements ou autres locaux, peut constituer une source significative d’exposition de la population aux rayonnements ionisants. Certaines communes du département sont concernées par le risque radon à un niveau plus ou moins élevé. Selon la classification de 2018, la commune des Brunels est classée en zone 3, à savoir zone à potentiel radon significatif.

## Politique et administration

### Découpage territorial
La commune des Brunels est membre de la communauté de communes Lauragais Revel Sorezois, un établissement public de coopération intercommunale (EPCI) à fiscalité propre créé le 30 septembre 1994 dont le siège est à Revel. Ce dernier est par ailleurs membre d'autres groupements intercommunaux.
Sur le plan administratif, elle est rattachée à l'arrondissement de Carcassonne, au département de l'Aude, en tant que circonscription administrative de l'État, et à la région Occitanie.
Sur le plan électoral, elle dépend du canton de la Malepère à la Montagne Noire pour l'élection des conseillers départementaux, depuis le redécoupage cantonal de 2014 entré en vigueur en 2015, et de la troisième circonscription de l'Aude  pour les élections législatives, depuis le redécoupage électoral de 1986.

### Liste des maires
| Période                                  | Période  | Identité            | Étiquette | Qualité           |
| ---------------------------------------- | -------- | ------------------- | --------- | ----------------- |
| Les données manquantes sont à compléter. |          |                     |           |                   |
| 1933                                     | 1983     | Aristide Pélissier  |           |                   |
| mars 2001                                | 2014     | Jean Jalbaud        |           | agriculteur       |
| mars 2014                                | En cours | Philippe de Lorbeau |           | chef d'entreprise |

## Démographie
L'évolution du nombre d'habitants est connue à travers les recensements de la population effectués dans la commune depuis 1911. Pour les communes de moins de 10 000 habitants, une enquête de recensement portant sur toute la population est réalisée tous les cinq ans, les populations de référence des années intermédiaires étant quant à elles estimées par interpolation ou extrapolation. Pour la commune, le premier recensement exhaustif entrant dans le cadre du nouveau dispositif a été réalisé en 2008.

En 2022, la commune comptait 268 habitants, en évolution de −1,83 % par rapport à 2016 (Aude : +2,65 %, France hors Mayotte : +2,11 %).
| 1911 | 1921 | 1926 | 1931 | 1936 | 1946 | 1954 | 1962 | 1968 |
| ---- | ---- | ---- | ---- | ---- | ---- | ---- | ---- | ---- |
| 263  | 224  | 189  | 182  | 160  | 171  | 176  | 199  | 153  |

| 1975 | 1982 | 1990 | 1999 | 2006 | 2008 | 2013 | 2018 | 2022 |
| ---- | ---- | ---- | ---- | ---- | ---- | ---- | ---- | ---- |
| 137  | 161  | 147  | 162  | 207  | 220  | 264  | 272  | 268  |

## Économie

### Revenus
En 2018  (données Insee publiées en septembre 2021), la commune compte 123 ménages fiscaux, regroupant 270 personnes. La médiane du revenu disponible par unité de consommation est de 20 690 € (19 240 € dans le département).

### Emploi
| Division       | 2008   | 2013   | 2018   |
| -------------- | ------ | ------ | ------ |
| Commune        | 9,2 %  | 11,1 % | 11 %   |
| Département    | 10,2 % | 12,8 % | 12,6 % |
| France entière | 8,3 %  | 10 %   | 10 %   |

En 2018, la population âgée de 15 à 64 ans s'élève à 163 personnes, parmi lesquelles on compte 77,3 % d'actifs (66,3 % ayant un emploi et 11 % de chômeurs) et 22,7 % d'inactifs,. Depuis 2008, le taux de chômage communal (au sens du recensement) des 15-64 ans est inférieur à celui du département, mais supérieur à celui de la France.
La commune fait partie de la couronne de l'aire d'attraction de Revel, du fait qu'au moins 15 % des actifs travaillent dans le pôle,. Elle compte 24 emplois en 2018, contre 14 en 2013 et 21 en 2008. Le nombre d'actifs ayant un emploi résidant dans la commune est de 111, soit un indicateur de concentration d'emploi de 21,6 % et un taux d'activité parmi les 15 ans ou plus de 54,7 %.
Sur ces 111 actifs de 15 ans ou plus ayant un emploi, 14 travaillent dans la commune, soit 13 % des habitants. Pour se rendre au travail, 91 % des habitants utilisent un véhicule personnel ou de fonction à quatre roues, 1,8 % les transports en commun, 1,8 % s'y rendent en deux-roues, à vélo ou à pied et 5,4 % n'ont pas besoin de transport (travail au domicile).

### Activités hors agriculture
24 établissements sont implantés  aux Brunels au 31 décembre 2019. Le tableau ci-dessous en détaille le nombre par secteur d'activité et compare les ratios avec ceux du département,. Le secteur du commerce de gros et de détail, des transports, de l'hébergement et de la restauration est prépondérant sur la commune puisqu'il représente 41,7 % du nombre total d'établissements de la commune (10 sur les 24 entreprises implantées aux Brunels), contre 32,3 % au niveau départemental.

### Agriculture
|                                   | 1988 | 2000 | 2010 |
| --------------------------------- | ---- | ---- | ---- |
| Exploitations                     | 11   | 9    | 8    |
| Superficie agricole utilisée (ha) | 605  | 371  | nd   |

La commune fait partie de la petite région agricole dénommée Lauragais. Huit exploitations agricoles ayant leur siège dans la commune sont dénombrées lors du recensement agricole de 2010 (onze en 1988).

## Culture locale et patrimoine

### Lieux et monuments
- Lac de Saint-Ferréol.
- Église de l'Assomption des Brunels.

### Héraldique
| Blason de Brunels (Les) | Blason  | De gueules à la montagne d’argent sommée d’un aulne du même, au chef cousu d’azur chargé d’une rose aussi d’argent accostée de deux hures de sanglier affrontées d’or. |
| Blason de Brunels (Les) | Détails | Le statut officiel du blason reste à déterminer. |